# Zwamplatkopwesp
De zwamplatkopwesp (Cephalonomia formiciformis) is een vliesvleugelig insect uit de familie van de platkopwespen (Bethylidae). De wetenschappelijke naam van de soort is voor het eerst geldig gepubliceerd in 1833 door Westwood.